# Unheimliche Begegnung der dritten Art
Unheimliche Begegnung der dritten Art (Originaltitel: Close Encounters of the Third Kind) ist ein US-amerikanischer Kinospielfilm des Regisseurs Steven Spielberg aus dem Jahr 1977.
Spielbergs aufwändig in Szene gesetzter Science-Fiction-Klassiker mit brillanten visuellen Licht- und Spezialeffekten von Genre-Spezialist Douglas Trumbull wurde für acht Oscars und zahlreiche weitere international bedeutende Filmpreise nominiert. Ausgezeichnet wurde die Kameraarbeit von Vilmos Zsigmond  mit einem Oscar, das Produktionsdesign von Joe Alves mit einem BAFTA-Award, sowie Filmkomponist John Williams mit einem Grammy Award.
Die nach einem Drehbuch von Steven Spielberg erzählte Geschichte zeigt, wie der Familienvater Roy Neary nach der Begegnung mit UFOs einen von Widrigkeiten begleiteten Lebenswandel vollzieht, der in einer von staatlichen Stellen unterstützten friedlichen Kontaktaufnahme mit Außerirdischen gipfelt. In den Hauptrollen agieren Richard Dreyfuss als Roy Neary, Teri Garr als Ronnie Neary, Melinda Dillon als Jillian Guiler, sowie der französische Regisseur François Truffaut als Claude Lacombe.
Der von Columbia Pictures und EMI Films letztlich für 19,4 Millionen US-Dollar (inflationsbereinigt 2025: ca. 107 Millionen US-Dollar) produzierte Film war mit einem weltweiten Einspielergebnis von rund 307 Millionen US-Dollar (inflationsbereinigt 2025: ca. 1.589 Milliarden US-Dollar) ein erheblicher kommerzieller Erfolg. Sein Titel basiert auf der für UFO-Sichtungen erstellten Klassifizierung Close Encounter of the 3rd Kind des Astronomen J.A. Hynek, der als wissenschaftlicher Berater tätig war.
Die allgemein bekannte und bei TV-Ausstrahlungen gezeigte Version ist der 1998 veröffentlichte Director’s Cut – die dritte Version – und damit eine Neufassung der bereits 1980 mit zusätzlichen Szenen erstmals im Kino aufgeführten Special Edition.
Filmkritiker und Autoren hielten fest, dass das Werk mittels zweier völlig gegensätzlicher Weltanschauungen interpretiert werden könne. So wurde mitunter gedeutet, dass Spielberg wegen zahlreicher Bibelreferenzen vielmehr einen religiösen statt eines Science-Fiction-Films geschaffen habe. Ende 2007 wurde das Werk von der US-amerikanischen Library of Congress in das National Film Registry für besonders erhaltenswerte Filme aufgenommen.

## Handlung
Die von Spielberg zunächst puzzleartig erzählte Geschichte beginnt auf einem Schrottplatz in der mexikanischen Wüste Sonora. Hier untersuchen der französische Wissenschaftler Claude Lacombe, sein amerikanischer Dolmetscher und der Kartograph David Laughlin die 1945 auf mysteriöse Weise im Bermudadreieck verschwundenen US-Militärflugzeuge des Flugs 19. Die in der Nacht zuvor aus dem Nichts wieder aufgetauchten  Torpedobomber aus dem Zweiten Weltkrieg erweisen sich als völlig unbeschädigt und in technisch einwandfreiem Zustand. Nur von den Piloten fehlt jede Spur. Der Besitzer des Schrottplatzes berichtet, dass in der vergangenen Nacht die Sonne aufgegangen sei und zu ihm „gesungen“ habe. Der Mexikaner weist im Gesicht einen starken Sonnenbrand auf.
Szenenwechsel in den US-Bundesstaat Indiana: In Indianapolis  beobachten Fluglotsen, wie in ihrem Luftraum zwei Linienmaschinen nur knapp einem Zusammenstoß mit einem UFO entgehen. Anschließend wechselt das Geschehen nach Muncie, einem Vorort von Indianapolis, zum einsam gelegenen Haus der alleinerziehenden Mutter Jillian Guiler und ihrem Sohn Barry. Der dreijährige Barry wacht nachts durch die Geräusche seines elektrischen Spielzeugs auf, das sich scheinbar selbständig macht. Barry entdeckt sichtlich erfreut weitere ungewöhnliche Phänomene, die im Haus vor sich gehen. Jillian erwacht und erblickt durch ihr Schlafzimmer Barry, der zunächst im Garten unter einem sternenklaren Himmel herumläuft und anschließend das Grundstück verlässt. Jillian versucht Barry wieder zurückzuholen.  Ungefähr zur selben Zeit erhält der mitten im komplizierten Familienleben stehende Elektriker Roy Neary den Anruf, wegen eines umfassenden Stromausfalls zu einem Einsatz aufbrechen zu müssen. Neary verfährt sich und kommt an einem Bahnübergang zum Stehen. Plötzlich taucht ein UFO hinter ihm auf, das seinen Wagen gleichzeitig erschüttern und in gleißendem Licht erstrahlen lässt. Anschließend sieht er das UFO davonfliegen. In Panik rast Neary davon und überfährt wenig später beinahe den auf einer Straße stehenden Barry, der von seiner Mutter gerade noch in Sicherheit gebracht werden kann. Neary macht kurz Bekanntschaft mit Jillian, dann tauchen vier entlang der Straße fliegende UFOs auf, die von Polizeifahrzeugen verfolgt werden. Neary fährt den Polizeifahrzeugen nach und stellt fest, dass sich die Flugobjekte nicht einholen lassen. Die metaphysische Erfahrung lässt Roy Neary wie hypnotisiert zurück. Er kehrt nach Hause zurück und berichtet verstört und fasziniert seiner ungläubigen Frau Ronnie und den drei Kindern von seiner Sichtung. Diese sind jedoch auch über den merkwürdigen Sonnenbrand erstaunt, den Neary seit der Nacht halbseitig im Gesicht trägt.
Erneuter Szenenwechsel: Im mongolischen Teil der Wüste Gobi erkunden die Forscher das ursprünglich im Jahr 1925 im Bermudadreieck verschwundene Schiff Cotopaxi, das wieder aufgetaucht ist. Anschließend untersuchen Lacombe als Leiter der Mission und seine Kollegen ein Phänomen in Dharamsala (Indien), wo Tausende gläubige Hindus ständig im Chor eine markante Folge von fünf Tönen wiederholen. Auf Nachfrage, woher die Töne gekommen seien, zeigt die versammelte Menge mit den Händen gen Himmel. Lacombe stellt anschließend einem Kongress von Wissenschaftlern seine Entdeckung vor, denn die Tonfolge hat in der Plansprache Solresol die Bedeutung H-E-L-L-O.
Unterdessen werden Roy Neary und Jillian von einer UFO-Hysterie mitgerissen. Ein Treffen mit Gleichgesinnten, die auf die Ankunft der Außerirdischen warten, wird von der Polizei mit Hubschraubern aufgelöst. Gleichzeitig zeigt sich, dass Neary, Jillian und Barry von der Vision eines eigenartig geformten Berges besessen sind, welchen Neary in seinem Rasierschaum und anderen Orten zu erkennen glaubt. Die Wissenschaftler verwenden unterdessen ein Radioteleskop, um mit der außerirdischen Intelligenz Kontakt aufzunehmen. Sie senden die aufgenommene Tonfolge und erhalten lediglich verschiedene Zahlenangaben zurück, die keinen bekannten Sinn ergeben. Erst dem mittlerweile als Dolmetscher für Lacombe arbeitenden Kartographen David Laughlin fällt auf, dass die Zahlenangaben geographische Koordinaten sein könnten. Auf einem Globus führt die Zahlenangabe in den US-Bundesstaat Wyoming.
Szenenwechsel in Jillians Haus. Während Barry die Tonfolge auf einem Glockenspiel nachspielt, fertigt seine Mutter Kohlezeichnungen des Berges an. Als sie einige ihr ungenau erscheinende Zeichnungen im Müll entsorgt, fällt ihr eine sich nähernde, merkwürdige, von innen beleuchtete Wolkenformation auf. Jillian erkennt, dass sich erneut ein UFO nähert, und sperrt sich und Barry im Haus ein. Während das UFO die nähere Umgebung des Hauses in ein rötliches Licht taucht, starken Wind verursacht und elektrische Geräte im Haus verrückt spielen lässt, unternimmt Jillan alle Anstrengungen, um ihr Haus abzuschotten und die unsichtbaren Eindringlinge zu vertreiben. Barry dagegen steht dem Geschehen sehr positiv gegenüber und ist erfreut über den „Besuch“. Schließlich entkommt Barry über eine Katzenklappe aus dem Haus und wird in die Luft gerissen, woraufhin die UFOs verschwinden. Barrys Verschwinden wird auf einem UFO-Kongress thematisiert, dessen erhitzte Atmosphäre jedoch keine sachliche Diskussion zulässt.

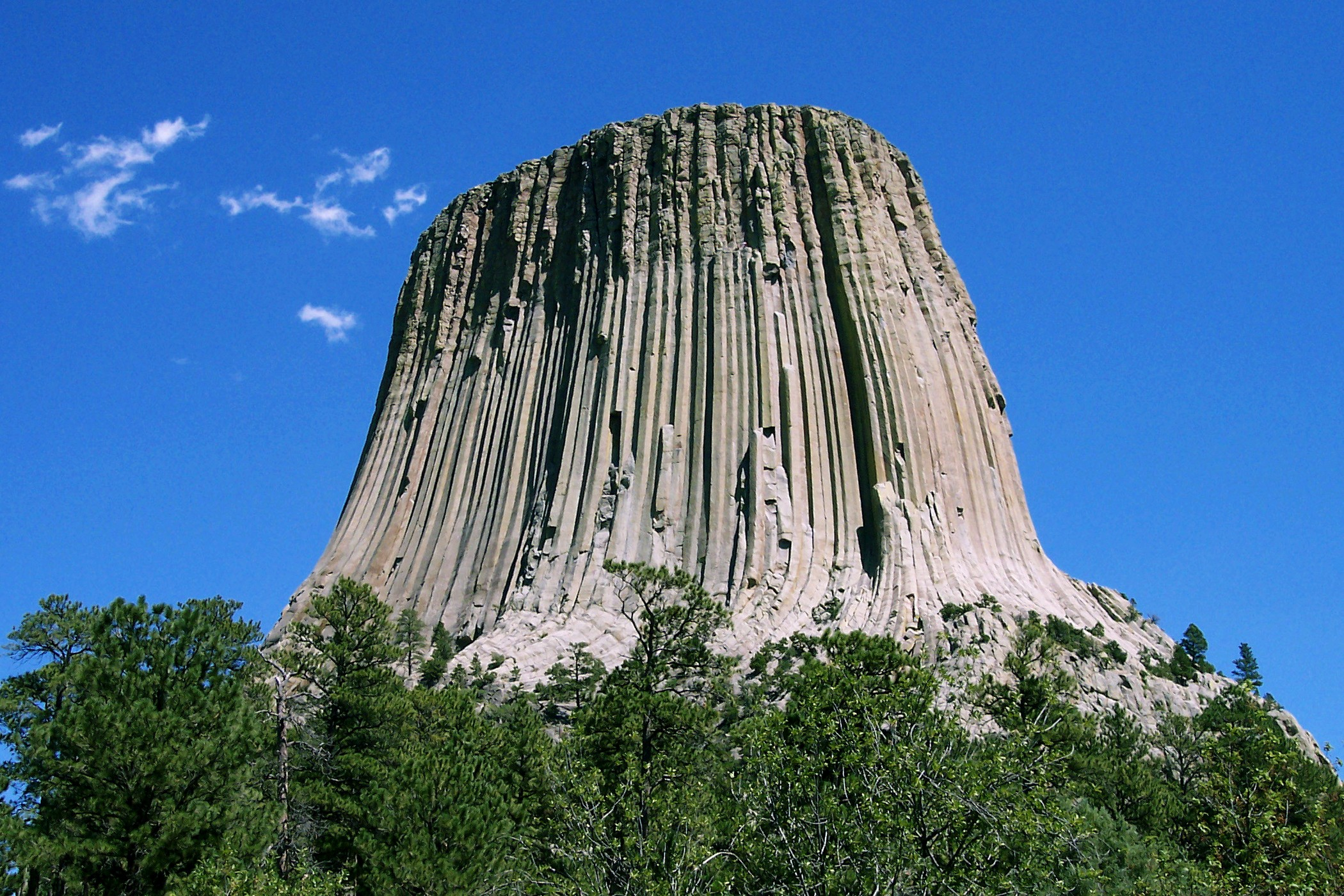
Der Schauplatz des Finales: Der Devils Tower in Wyoming, USA

Anschließend wird erneut Nearys Schicksal gezeigt. Neary ist geradezu besessen davon, den Berg aus seiner Vision im Haus nachzubauen. Zunächst versucht er dies beim Essen mit Kartoffelbrei, dann auf seinem Modelleisenbahn-Diorama. Eines Nachts findet seine Frau ihn weinend in der Dusche, wo er sich beklagt, nicht zu wissen, „was dies alles bedeute“. Anschließend wird Neary noch manischer und verwüstet auf der Suche nach Material für den Bau eines neuen Modells den eigenen Garten und auch den der Nachbarn, was seiner Frau schließlich zu viel ist. Sie reist zusammen mit den drei Kindern zu ihrer Schwester. Neary schließlich baut ein riesiges Modell eines Berges aus Erde und anderen Materialien mitten auf dem Wohnzimmerboden auf. Erst eine Meldung im Fernsehen bringt ihm die Erkenntnis: Die Nachrichten berichten vom Unglück eines Nervengas transportierenden Güterzuges in der Nähe des Berges Devils Tower in Wyoming. Dies ist genau jener Berg, der Neary keine Ruhe ließ. Neary bricht mit dem Auto auf, um diesen Berg trotz der drohenden Gefahr aufzusuchen.
Was Neary nicht weiß: Um die Umweltschutzgesetze und den Status des Devils Tower als Nationalpark zu umgehen, hat die Gruppe von Wissenschaftlern die Nachricht vom Unglück lanciert, um ungestört in der Nähe des Berges aktiv werden zu können. Mit Unterstützung von Nationalgarde und U.S. Army, mit getarnten Lastwagen und gemieteten Greyhound-Bussen bringen sie Mengen an Material sowie in orange Overalls gekleidete Menschen in die Nähe des Berges. Zwischenzeitlich trifft Neary an einem Bahnhof, von dem die Menschen in der betreffenden Region mit Zügen abtransportiert werden, auf Jillian, die ebenfalls zum Berg will. Neary nimmt Jillian im Auto mit, um näher an den Berg heranzukommen. Über Feldwege gelingt es den beiden, in die Nähe des Berges zu gelangen; dort werden sie jedoch von einer Militärstreife aufgegriffen. Neary wird in einem provisorischen Militärlager von Laughlin und Lacombe verhört, wobei Neary überzeugt ist, die Luft sei nicht vergiftet, sondern sauber. Außerdem wird er gefragt, ob er eine „unheimliche Begegnung mit etwas Ungewöhnlichem“ gehabt habe. Neary beklagt sich anschließend, dass seinen merkwürdigen Erfahrungen, die ihn hierher trieben und den Ort genau kennen ließen, keine Beachtung geschenkt werde.
Neary wird zusammen mit anderen Zivilisten, die im Gebiet aufgegriffen wurden, in einen Hubschrauber gebracht, der sie abtransportieren soll. Neary nimmt die Gasmaske ab und demonstriert den Mitreisenden, völlig frei atmen zu können. Er beschließt, den Hubschrauber zu verlassen; seinem Beispiel folgen Jillian und ein weiterer Mann namens Larry Butler. Die drei fliehen – von Lacombe bemerkt und insgeheim gebilligt – zum Berg; das Militär durchkämmt nach Bekanntwerden der Flucht das Gebiet und setzt ein narkotisierendes Gas ein, dem Larry schließlich zum Opfer fällt. Neary und Jillian jedoch erreichen bis Sonnenuntergang die andere Seite des Berges und entdecken, dass die Wissenschaftler dort eine komplexe Forschungseinrichtung erbaut haben. Die beiden beobachten zunächst das Geschehen aus der Entfernung und entdecken dabei auch Gefühle füreinander.
Wie sich schnell zeigt, dient die Basis am Devils Tower dem Empfang von UFOs und ihrer Insassen. Als drei kleinere UFOs über der um eine große Landefläche angeordneten Anlage stehen bleiben und die Kommunikation über eine Lichttonorgel erwidern, erscheint sehr bald und zum Erstaunen der Forscher das Mutterschiff. Schon bald kann nach einem komplizierten Licht-Ton-Code das Signal des UFOs übersetzt werden, woraufhin die eigentliche Kontaktaufnahme beginnt und das Mutterschiff eine Rampe absenkt. Über diese verlassen zunächst Dutzende vermisster Menschen das Raumschiff, darunter auch Barry und die Piloten von Flug 19, die seit der Zeit ihrer „Entführung“ offenbar nicht oder kaum gealtert sind, und die Rampe schließt sich wieder.
Schließlich öffnet sich das Raumschiff erneut, und ein Außerirdischer kommt heraus. Er breitet seine langen, dürren Arme aus, und es erscheinen zahlreiche kleinere Außerirdische aus dem Raumschiff über die hell erleuchtete Rampe. Diese entsprechen dem häufig beschriebenen kleinwüchsigen Typus mit großem Kopf. Neary, der sich mittlerweile auf die Landefläche gewagt hat, wird von Lacombe angesprochen und schließlich zu den Menschen in orangen Overalls gebracht. Diese nehmen an einer kurzen Andacht teil. Der Priester betet mit ihnen und spendet einen Reisesegen, wobei er sagt, der Herr habe seinen Engeln Gewalt über diese Pilger gegeben. Anschließend verlassen die Menschen den Raum und gehen in einer Reihe in Richtung des Raumschiffs, wobei zu erkennen ist, dass auch Neary nun zu dieser Gruppe gehört. Die kleinwüchsigen Außerirdischen nähern sich und wählen aus der Reihe der „Pilger“ Roy Neary aus, um sie an Bord des Raumschiffs zu begleiten. Zum Abschied erwidert der größere Außerirdische anschließend dem der Rampe gegenüberstehenden Lacombe die Solresol-Handzeichen in Gestalt der fünf Töne. Mit dem Abheben des Raumschiffs endet der Film; Barry und Jillian winken unter Tränen dem Schiff nach.

## Filmthema
Der Film handelt vordergründig von UFOs und einer verdeckten Operation der Regierung unter der Leitung eines französischen Sprachwissenschaftlers. Das Hauptgewicht des Films liegt jedoch auf einer Handvoll authentisch gezeichneter Kleinstadtbewohner, aus deren Blickwinkel die Ereignisse erzählt werden. Die von Steven Spielberg verfasste, puzzleartig erzählte Geschichte führt an Schauplätze in Mexiko, Indien und verschiedenen Orten der USA und läuft gegen Ende auf die Landung eines gigantischen Raumschiffs neben dem Berg Devils Tower in Wyoming hinaus. Dort kommunizieren die Außerirdischen mit den Menschen per Musik und Handzeichen und laden schließlich den Kleinstädter Roy Neary ein, sie als Repräsentant der Menschheit auf ihrem Weiterflug zu begleiten.
Der Film kann hintergründig jedoch als eine Allegorie auf biblische Ereignisse interpretiert werden. Spielberg nutzte zur Darstellung seiner Geschichte eine durchgehend symbolisierende Bildsprache mit biblischen Motiven. So beginnt der Film nach einer von formloser Musik begleiteten, etwa 10 Sekunden andauernden Schwarzblende mit der Darstellung der alttestamentlichen Bibeleröffnung „Es werde Licht.“ (Gen 1,1-3 ) inmitten einer Wüste. Analog dazu ist auch der Eröffnungstitel des Filmsoundtracks als „Opening: Let There Be Light.“ betitelt. Anhand der Figur Roy Neary wird die Erlösungs-/Erleuchtungsgeschichte eines wankelmütigen Ungläubigen zu einem kompromisslosen Gläubigen erzählt. Die religiöse Dimension des Werdegangs Nearys wird unmissverständlich durch die Szene dargestellt, als er gemeinsam mit seinen Kindern die Exodus-Szene des Films Die Zehn Gebote schaut, in deren Folge sich Gott zunächst einem Manne (Moses) und anschließend einer ganzen Gruppe offenbart. Nearys Leben ändert sich radikal, als er kurz nach Betrachtung der Szene mit seinem Wagen in der Dunkelheit herumirrt und dann an einem Bahnübergang mit einem Andreaskreuz (Kreuz-Symbolik) von einem aus dem Himmel einfallenden, unnatürlichen Licht getroffen wird und damit symbolisch die göttliche Gnade der Erleuchtung erfährt (Apg 9,3 ). In Folge dieses Erweckungserlebnisses entwickelt sich gemäß dem Co-Drehbuchautor Paul Schrader die Figur Neary förmlich vom Saulus zum Paulus. Diese Entwicklung findet ihren Höhepunkt in den Schlussszenen des Films, als Neary als ein Auserwählter mit in den Himmel und auf in das Ewige Leben steigt (Offb 22,14-15 ). Der Film endet mit dem Herabschweben des Raumschiffs als Symbol für Das Neue Jerusalem bzw. die Neue Welt Gottes (Offb 21,22 ), das abschließende Kapitel der Johannesoffenbarung und damit den Abschluss des Neuen Testaments und der gesamten Bibel.
Der Autor John Kenneth fand, dass der Film ein Beweis für Spielbergs Fähigkeit als Filmemacher und Geschichtenerzähler ist und mittels zweier völlig gegensätzlicher Weltanschauungen interpretiert werden kann. Der amerikanische Buchautor Gregory Richards bezeichnete Spielbergs Werk „vielmehr als einen religiösen Film statt eines Science-Fiction-Films.“

## Hintergrund
Der Titel des Films Unheimliche Begegnung der Dritten Art basiert auf einer Terminologie des Astronomen J. Allen Hynek, der dem Filmprojekt als Berater zur Verfügung stand und kurzzeitig im Film zu sehen ist, wie er in Anbetracht der UFO-Landung seine Pfeife anzündet. Hynek war darüber hinaus über Jahrzehnte hinweg wissenschaftlicher Berater für eine Reihe von UFO-Forschungsprojekten der US Air Force, u. a. für Project Sign und Project Blue Book. Hynek hatte 1972 in seinem Buch The UFO Experience: A Scientific Study eine Skala für UFO-Sichtungen vorgeschlagen. Angelehnt an diese Klassifizierung wird im Film eine Begegnung der ersten Art (CE1) als Sichtung eines UFOs beschrieben, eine Begegnung der zweiten Art (CE2) als das Vorhandensein physischer Beweise für das UFO und eine Begegnung der dritten Art (CE3) als Kontakt mit einem UFO oder dessen Insassen. Der französische Ufologe Jacques Vallée, der eng mit Hynek zusammenarbeitete, diente als Vorbild für die Filmfigur Claude Lacombe.
Spielbergs Aufforderung, sich auf das Unbekannte einzulassen und (wieder) miteinander zu kommunizieren, wurde von vielen als globale Versöhnungsbotschaft verstanden. Diese spiegelte die positive Grundstimmung dieser Jahre wider. In diese Zeit fällt auch die Amtstätigkeit des amerikanischen Präsidenten Jimmy Carter, mit dessen Politik ein erstes Tauwetter zwischen den Großmächten begann.
Michael Hesemann behauptete 1994 in seinem Buch Geheimsache U.F.O., dass ein Teil der Finanzierung des Films im Rahmen eines Erziehungsprogrammes mittelbar durch Jimmy Carter, der selbst eine Ufobegegnung gehabt habe, getragen wurde. „Auf seine (anm. Carters) Anweisung trug die NASA mit einem Millionenbetrag zur Finanzierung von Steven Spielbergs ‚Unheimliche Begegnung der dritten Art‘ bei, einem Film, der wie kein anderer das Bewußtsein der Öffentlichkeit auf die Tatsache lenken sollte, daß ‚wir nicht allein sind‘, wie es im Untertitel des Films hieß. So wurde auch die erste Kopie des Streifens 1977 von Hollywood nach Washington geflogen, um Präsident Carter persönlich vorgeführt zu werden.“

## Synchronisation
Es existieren zwei deutsche Synchronfassungen. Die erste entstand bei der Berliner Synchron. Lutz Arenz schrieb das Dialogbuch und Joachim Kunzendorf führte Regie.
| Rolle          | Darsteller       | Synchronsprecher (1978) | Synchronsprecher (1998) |
| -------------- | ---------------- | ----------------------- | ----------------------- |
| Roy Neary      | Richard Dreyfuss | Norbert Gescher         | Norbert Gescher         |
| Ronnie Neary   | Teri Garr        | Alexandra Lange         | Petra Barthel           |
| Jillian Guiler | Melinda Dillon   | Almut Eggert            | Evelyn Maron            |
| David Laughlin | Bob Balaban      | Joachim Kunzendorf      | Bernd Rumpf             |

## Erstaufführungen
- USA: 15. November 1977
- Deutschland: 6. März 1978

## Auszeichnungen
Unheimliche Begegnung der dritten Art wurde mit folgenden Preisen ausgezeichnet:
| Jahr | Preis                    | Kategorie                                                                         | Preisträger                                  |
| ---- | ------------------------ | --------------------------------------------------------------------------------- | -------------------------------------------- |
| 1977 | Oscar                    | Beste Kamera                                                                      | Vilmos Zsigmond                              |
| 1977 | Sonderoscar              | Bester Tonschnitt                                                                 | Frank E. Warner                              |
| 1977 | Saturn Award             | Beste Regie                                                                       | Steven Spielberg                             |
| 1977 | Saturn Award             | Beste Musik                                                                       | John Williams                                |
| 1977 | Goldene Leinwand         |                                                                                   |                                              |
| 1977 | National Board of Review | Besondere Erwähnung (Special Citation) für die Außerordentlichen Spezialeffekte   |                                              |
| 1978 | BAFTA Award              | Bestes Szenenbild                                                                 | Joe Alves                                    |
| 1978 | David di Donatello       | Bester ausländischer Film                                                         | Julia Phillips/Michael Phillips (Produktion) |
| 1978 | Grammy Award             | Bestes Album mit Originalmusik geschrieben für einen Film oder ein Fernsehspecial | John Williams                                |
| 1978 | Grammy Award             | Beste Instrumentalkomposition                                                     | John Williams                                |
| 1978 | Golden Reel Award        | Bester Tonschnitt/Toneffekte                                                      |                                              |
| 2007 | Library of Congress      | Aufnahme in das National Film Registry                                            |                                              |

Des Weiteren erfolgten weitere Oscar-Nominierungen in den Kategorien „Beste Regie“, „Bester Schnitt“, Beste „visuelle Effekte“, „Bester Ton“, „Beste Nebendarstellerin“, „Beste Originalmusik“ und „Bestes Szenenbild“. Viele der Preise gingen aber an Krieg der Sterne.
So wurde der Komponist John Williams beispielsweise nicht mit dem Oscar für die beste Filmmusik für Unheimliche Begegnung der dritten Art ausgezeichnet, sondern für die beste Filmmusik in Star Wars.
Erwähnenswert neben den regulären Auszeichnungen und Nominierungen ist die Aufnahme in das National Film Registry, ein Verzeichnis besonders erhaltenswerter US-amerikanischer Filme.

## Die neuen Versionen
Drei Jahre nach dem Erscheinen des Films erstellte Spielberg eine überarbeitete Version unter dem Titel Unheimliche Begegnung der dritten Art – Die neue Version.
Wegen des großen finanziellen Erfolgs von Unheimliche Begegnung der dritten Art versuchte das Studio zunächst, Spielberg zu überreden, eine Fortsetzung zu drehen. Für Spielberg war aber der Film mit dem Abheben des Raumschiffs im Finale beendet.
Als Kompromiss schuf Spielberg „Die neue Version“. Dabei fügte er in den bestehenden Film neue Szenen ein. Dazu zählen:
- die Entdeckung des im Bermuda-Dreieck verschollenen Frachters Cotopaxi in der Wüste Gobi
- Roy Nearys nächtlicher Depressionsanfall unter der Dusche
- das Betreten des Raumschiff-Inneren im Anschluss an das ursprüngliche Finale.

Gleichzeitig entfernte (oder kürzte) Spielberg andere Szenen, darunter
- Roy Nearys Ankunft auf der Arbeit
- die Pressekonferenz mit dem anfänglichen Eintreffen von Jillian
- Roy Nearys manischen Trip durch die Nachbarschaft auf der Suche nach Baumaterial für seine Replik des Devils Tower

Dadurch wurde „Die neue Version“ drei Minuten kürzer. Publikum und Kritik waren sich überwiegend darin einig, die Zurschaustellung des Raumschiff-Inneren sei unnötig, die Mehrheit bevorzugte die alte Fassung. Kritisiert wurde unter anderem, dass durch die Montage der Raumschiffszenen mit Neary vor die Gebärdensprache-Kommunikation zwischen Lacombe und einem Außerirdischen der Eindruck entstehe, bei diesem Außerirdischen handele es sich um den an Bord des Raumschiffs in diese Gestalt „verwandelten“ Neary.
Darum behob Spielberg in seinem 1998 erschienenen Director’s Cut (als Unheimliche Begegnung der dritten Art – Collector’s Edition auf DVD erschienen) die „Fehler“ der neuen Version und nahm das erweiterte Finale wieder heraus. Außerdem fügte er die ursprünglich gekürzten Szenen wieder ein. Die Frachtschiff-Szene in der Wüste Gobi blieb erhalten.

## Sonstiges
- Die akustischen Signale, die in dem Film so kennzeichnend sind, kombiniert mit den Gesten der Gebärdensprache entstammen der musikalischen Plansprache Solresol des Franzosen François Sudre. Diese Fünftonfolge (g' – a' – f' – f – c', bezogen auf den Grundton f) taucht später in verschiedenen Filmen auf, unter anderem als Türcode im James-Bond-Film Moonraker – Streng geheim. Auch im Computerspiel Indiana Jones und der Turm von Babel gibt es einen Geheimraum, in den man erst nach Drücken von fünf Schaltern in der Reihenfolge 4 – 5 – 3 – 1 – 2 gelangt.
- Hal Barwood, der die Story verschiedener LucasArts-Computerspiele miterdacht hatte, spielt eine kleine Nebenrolle im Film als einer der zurückgekehrten Navy-Piloten.
- Die meisten Außerirdischen wurden von Kindern gespielt. Nur der „große“ Außerirdische, welcher die Menschen mit offenen Armen empfängt, war eine Puppe.
- Am Ende der Szene, in der der Kartograph Laughlin Funksignale als Erdkoordinaten entschlüsselt, prangt ein berühmtes Poster des damaligen Sexsymbols Farrah Fawcett, bekannt aus Drei Engel für Charlie, das sie im Badeanzug zeigt. Während Lacombe auf einem Keyboard die Tonfolge spielt und mitpfeift (ab 0:46:30), ist das Poster verschwommen im Hintergrund zu sehen.
- Der Arbeitstitel des Films war „Watch the Skies“. Das sind die Schlussworte aus Das Ding aus einer anderen Welt.
- Douglas Trumbull wurde für die Spezialeffekte 1978 für den Oscar nominiert, verlor jedoch gegen Krieg der Sterne. Pikanterweise war bei Krieg der Sterne John Dykstra für die Spezialeffekte verantwortlich, der wiederum George Lucas von Trumbull empfohlen worden war.
- Produzentin Julia Phillips machte während der Produktion mehrere Versuche, Kameramann Vilmos Zsigmond zu feuern. Grund dafür war seine Vorstellung, das Finale unter Einsatz zahlreicher starker und teurer Lichtquellen und unter starker Überbelichtung des Filmmaterials zu drehen, um damit die Präsenz der Außerirdischen zu visualisieren. Allerdings fand sich kein Ersatz für Zsigmond, Kamera und Beleuchtung des Finales wurden wie geplant realisiert und Zsigmond schließlich mit dem Oscar ausgezeichnet.[20]
- Auch die vom Second-Unit-Team gedrehten Sequenzen wurden unter der Kameraführung renommierter Kameramänner wie John A. Alonzo, William A. Fraker, László Kovács und Douglas Slocombe realisiert.
- Im Schlussakt ist am außerirdischen Raumschiff die Silhouette von R2-D2 zu erkennen.[21] Bei den zahlreichen Verstrebungen auf dem Modell dieses Raumschiffs handelt es sich um Kräne, die aus Modellbausätzen von Jacques-Yves Cousteaus Forschungsschiff Calypso stammen.[19]
- Es ist Spielbergs erster Film, der auf einer Blu-ray Disc veröffentlicht wurde.
- Das Finale des Films Paul – Ein Alien auf der Flucht spielt an derselben Stelle, nahe dem Devils Tower, und auch das Raumschiff ist eine direkte Anspielung auf das Original-Ende.
- Der Film gehört neben Star Trek: Der Film und E.T. – Der Außerirdische zu den wenigen Science-Fiction-Streifen aus Hollywood, die in den Kinos der DDR gezeigt wurden.

## Rezeption
- Die englische Band Yes verwendete 1977/1979 Ausschnitte aus dem Soundtrack als Eröffnung für ihre Konzerte; darüber hinaus war auf dem 1978 veröffentlichten Album Tormato ein Lied namens Arriving UFO enthalten. Auch Motörhead verwendeten zeitweilig die markante Tonfolge als Eröffnung für Konzerte.
- Isao Tomita adaptierte 1978 auf dem Album The Bermuda Triangle das akustische Finale des Films unter dem Titel The Venus Wearing The Space Uniform Shining In a Fluorescent Light Color, eine Ausnahme auf dem überwiegend von Prokofjew-Adaptionen bestimmten Werk.
- Die im Franz Schneider Verlag 1978–1979 erschienene Jugendbuch-Trilogie Unheimliche Gegner der vierten (fünften, sechsten) Art von Rainer M. Schröder knüpft direkt an die Filmstory an und setzt die Abenteuer von Roy Neary (aus urheberrechtlichen Gründen heißt diese Figur im Buch „Raymond Leary“) und der anderen Mitglieder der irdischen Delegation an Bord des Außerirdischen-Raumschiffs fort.
- Amerikanische Ufologen wie Milton William Cooper behaupten, der Film beschreibe in kaum verhüllter Form reale Ereignisse, die in den 1950er Jahren stattgefunden hätten; die Regierung der Vereinigten Staaten hätte den Film gefördert, um dem Publikum einzureden, die Außerirdischen, mit denen sie angeblich schon lange insgeheim in Kontakt stünde, seien wohlmeinende „Weltraumbrüder“ („space brothers“). Dasselbe gelte auch für den Film E.T. – Der Außerirdische.[22]
- Der deutsche Astronaut Alexander Gerst spielte die markante Fünftonfolge der Außerirdischen live aus dem Columbus-Modul der ISS als Begrüßung an die Zuschauer im Rahmen eines gemeinsamen Auftritts mit der Elektropop-Band Kraftwerk während der Stuttgarter Jazzopen am 20. Juli 2018.[23]

## Kritiken
Das Lexikon des internationalen Films  bewertete den Film als „Ein optisch faszinierendes Science-Fiction-Märchen, ganz aus dem Geiste Walt Disneys, das die Utopie einer von Harmonie und Glückseligkeit erfüllten außerirdischen Welt umschreibt. Der naive Glaube an die Erlösung aus dem All kann kaum als ernsthafte Antwort auf die Probleme des modernen Menschen verstanden werden, aber als filmtechnisches Kabinettstück ist der Film dennoch ein fantasievolles Vergnügen. In seinen besten Momenten wird er zudem zur geistreichen Karikatur einer der technischen Dinge überdrüssigen Erwachsenenwelt.“
Die Science Fiction Times schrieb: „Der kirchlich-sakrale Aufbau des Films (besonders des Schlußteils) entspricht dem momentanen ‚Bedürfnis‘ nach Mystik, Heilslehre und Flucht aus der rationell organisierten irrationalen Welt so gut wie der Inhalt. Statt die Irrationalität (die Widersprüche der Welt), die Unterordnung des gesamten menschlichen Lebens unter das Profitinteresse, die Vermarktung aller menschlichen Bereiche oder die Entfremdung anzugehen – Flucht in die irrationalen Träume … Ein Film, der Erich von Däniken gefallen wird.“
Oliver Armknecht von film-rezensionen.de urteilte 2020: „‚Unheimliche Begegnung der dritten Art‘ nimmt bereits einige Themen vorweg, die Steven Spielberg fünf Jahre später in seinem Science-Fiction-Megahit E.T. noch einmal aufgriff. Der stark emotionale Faktor fehlt hier jedoch, stattdessen befasst sich die Geschichte um eine erste Kontaktaufnahme mit Außerirdischen vor allem mit dem kindlichen Staunen und der Faszination, die wir in der Konfrontation mit dem Unbekannten haben können – und dem Film nach auch sollten.“
Bei Kino-Zeit wertet Marie Anderson: „Millionen Menschen weltweit schauten sich dieses spektakulär inszenierte, mannigfach ausgezeichnete futuristische Abenteuer im Kino an, Publikum wie Kritiker äußerten sich begeistert, und längst ist die Geschichte um das Erscheinen von freundlichen Außerirdischen in irdischer Sphäre zu einem außergewöhnlichen Klassiker des Genres avanciert.“ Der Film bietet „mit seinen seinerzeit sensationellen Spezialeffekten visueller wie akustischer Art spannende und hintergründige Unterhaltung der Spitzenklasse mit einem wuchtigen Plädoyer für die Wahrnehmung jener ‚Wirklichkeiten‘, die gemeinhin als sonder- oder sogar auch als wunderbar klassifiziert werden.“